# اورلست
اریک فرانسیس شرودی (انگلیسی: Erik Francis Schrody؛ زادهٔ ۱۸ اوت ۱۹۶۹) با نام هنری اِوِرلَست، موسیقی‌دان، خواننده، رَپر، ترانه‌سرا و آهنگساز اهل ایالات متحده آمریکا است. وی از سال ۱۹۸۹ میلادی تاکنون مشغول فعالیت بوده‌است.
از فیلم‌ها یا مجموعه‌های تلویزیونی که وی در آن‌ها نقش داشته‌است، می‌توان به نجات گریس اشاره نمود.
او در سال ۲۰۰۰ به‌همراه گروه موسیقی سانتانا برای قطعهٔ «چراغ‌هایتان را برافروزید» برندهٔ جایزهٔ گرمی شد.